# 123-я стрелковая дивизия
123-я стрелковая Лужская ордена Ленина дивизия — стрелковое формирование (соединение, стрелковая дивизия) РККА ВС Союза ССР, во время Второй мировой войны и после неё.
Дивизия особо отличилась при прорыве линии Маннергейма 11 февраля 1940 года, за что была награждена орденом Ленина, а 26 бойцов и командиров получили звание Героев Советского Союза.

## Формирование
Стрелковая дивизия развёрнута в сентябре 1939 года в Вышнем Волочке (Калининский ВО) на базе 146-го стрелкового полка 49-й стрелковой дивизии.
Вскоре после завершения сформирования соединение в составе 8-й армии которая была развёрнута на советско-эстонской границе. Однако в связи с заключением советско-эстонского договора о взаимопомощи (28 сентября 1939 года) угроза войны была снята и 123-я стрелковая дивизия вернулась в пункты постоянной дислокации (ППД).

## Советско-финская война
В составе дивизии управление, 245-й, 255-й, 272-й стрелковые и 323-й артиллерийский полки. Командиром дивизии был назначен полковник Алабушев Филипп Фёдорович (1893—1941).
Приказом Генштаба № 0145, от 24 октября 1939 года, соединение было направлено в ЛенВО, где участвовала в Советско-финской войне, действуя в составе 7-й армии (на Карельском перешейке). 17 декабря 1939 года, наступая до того во втором эшелоне 19-го стрелкового корпуса, дивизия в районе высоты «65,5» по причине отвратительной организации наступательной операции и неудовлетворительной подготовки командного, а также рядового состава попала в «огневой мешок», образованный отсечными финскими позициями, и только за первый день потеряла убитыми и ранеными около 1500 человек. В последующих боях до отмены наступления потери в личном составе дивизии убитыми и ранеными составили почти полную штатную численность.
11 февраля 1940 года, укомплектованная практически заново маршевыми пополнениями 123-я стрелковая дивизия прорвала линию финской обороны. Согласно написанными главным образом в пропагандистских целях воспоминаниям участников боев в районе высоты «65,5» линия финской обороны описывается как неприступная твердыня.

Что же представляла собой система укреплений белофиннов на пути, пройденном 123-й ордена Ленина стрелковой дивизией?

От реки Сестра до Бабошино, на протяжении почти 100 км боевого пути дивизии, разместилась полоса белофинских заграждений. На этом пути было преодолено восемь укреплённых линий противника.

Все эти укреплённые линии и промежутки между ними прикрывались системой многочисленных заграждений. Заграждения устраивались на дорогах, между озёрами, болотами. Из заграждений наиболее часто встречались противотанковые рвы, каменные и железобетонные надолбы, проволочные препятствия, лесные завалы, большие воронки.

Белофинны взрывали все мосты по пути своего отхода. В большом количестве они применяли мины и фугасы самых разнообразных систем.

В среднем на каждый километр пути дивизии приходилось одно-два препятствия. Заграждения находились под огнём противника.

Завалы и проволочные препятствия были усилены фугасами, которые взрывались при разборке заграждений. Минные поля маскировались снегом либо покрывались соломой, припорошённой снегом. Для уборки мин требовалось очищать дороги от снега либо от соломы.

Но напрасными оказались труды белофиннов и всех их капиталистических хозяев и приспешников. Все заграждения дивизия преодолела к 11 декабря 1939 года, после чего сосредоточилась перед главной полосой сопротивления — линией Маннергейма.— Капитан А. Грабовой. Прорыв укреплений белофиннов. // Техника и вооружение. — 1941 год. — № 1. — С. 29—35..
Но в любом случае фактом является то, что именно 123-я стрелковая дивизия действовала на этом этапе успешнее всех и первой прорвала главную полосу обороны финнов. Залогом успеха стала тщательная подготовка и отработка в дивизии взаимодействия артиллерии и пехоты, в том числе умения пехоты двигаться вплотную за огневым валом.
По окончании войны 123-я ордена Ленина стрелковая дивизия осталась на советско-финляндской границе, войдя в состав 50-го стрелкового корпуса 23-й армии.

## Великая Отечественная война
В составе действующей армии во время ВОВ c 22 июня 1941 года по 9 мая 1945 года.
На 22 июня 1941 года дислоцировалась в Выборге, кроме 272-го стрелкового полка, находящегося на границе севернее Выборга. С 23 июня 1941 года начала занимать позиции на участке прикрытия границы, длиной в 50 километров, начиная от Финского залива. Участвовала в Выборгско-Кексгольмской оборонительной операции (29 июня  — 23 сентября 1941 года). На участке дивизии стороны до 31 июля 1941 года активных действий не вели и даже после перехода финских войск в общее наступление, дивизию активно не атаковали вплоть до конца августа 1941 года. Только 20 — 22 августа 1941 года дивизия по приказу начала отход от линии границы. 24 — 28 августа дивизия в составе ударной группировки 23-й армии двумя полками пыталась наступать севернее озера Муоланъярви (Глубокое) в направлении реки Вуоксы с целью отбросить финские части за Вуоксу, но попала под встречный удар, понесла большие потери в личном составе и матчасти, была расчленена. В результате 272-й стрелковый полк отошёл на Выборг, откуда вместе с 115-й стрелковой дивизией пробивался через котёл в Порлампи на Койвисто, откуда 1 — 2 сентября 1941 был вывезен в Ленинград судами КБФ. 255-й стрелковый полк и штаб дивизии отошли на юго-запад, к Сумма, и с боями отступали у Ленинграду, подчинив себе остатки 1-го Ленинградского стрелкового полка и маршевый батальон.
245-й стрелковый полк находился в подчинении 43-й стрелковой дивизии, обороняя Выборг. По приказу 28 августа начал отход на Ленинград по  Средне-Выборгскому шоссе, прорвавшись через Хумола, захваченный финнами. К полудню 31-го августа колонна 245-го полка успела пройти мост в Метсякюля и подходила к Териокам, 255-й полк был в Куоккала. Мост удерживал сводный отряд 123-й стрелковой дивизии. К вечеру штаб 23-й армии отдал приказ частям дивизии отойти за старую границу, на станцию Дибуны. По выходе в расположение наших войск в районе Дибуны, сводные отряды были сразу же направлены на оборону по линии Карельского укрепрайона.
В начале сентября 1941 года дивизия вновь развёрнута на Карельском перешейке на рубеже Карельского УР в составе 23-й армии Ленинградского фронта. Здесь оборонялась в Елизаветинском и Лемболовском БРО совместно с 154-м отдельным пулемётно-артиллерийским батальоном, действовала там до октября 1942 года, занимая позиционную оборону, затем дивизию сняли с оборонительных рубежей и отвели в ближний тыл на переформирование.
В декабре 1942 года переброшена на юго-восточный сектор кольца Ленинградской блокады и включена в 67-ю армию Ленинградского фронта, в составе которой участвовала в наступательной операции «Искра» (12-30.01.1943). В ходе операции введена в бой только на третий день наступления, на правом фланге 136-й стрелковой дивизии, с задачей поддерживать контратакованную 268-ю стрелковую дивизию. Полкам дивизии были поставлены следующие задачи: 255-му стрелковому полку — преодолев Неву, броском через боевые порядки 268-й стрелковой дивизии, с ходу атаковать противника в направлении рощи «Ландыш», затем треугольник железных дорог, выйти на железнодорожную линию, и овладеть рабочим посёлком, а в дальнейшем наступать на северо-восточную окраину посёлка Синявино, 272-му стрелковому полку — наступать через Марьино на высоту 22,4, выйти к узкоколейной железной дороге и нанести удар по восточной окраине Синявино, 245-му стрелковому полку — во взаимодействии с 272-м стрелковым полком атаковать рощу «Мак» и наступать на юго-западную окраину Синявино. Ведёт, совместно с частями 152-й танковой бригады, тяжёлое наступление, медленно продвигаясь вперёд, к концу дня 17.01.1943 года части дивизии вышли на линию Рабочий посёлок — треугольник железной дороги. В ночь на 19.01.1943 года 123-я стрелковая дивизия передала свой боевой участок 13-й стрелковой дивизии полковника В. К. Якутовича и отведена в резерв, за исключением 272-го стрелкового полка, который был направлен в помощь 102-й стрелковой бригаде, перед которой была поставлена задача уничтожить войска противника в 8-й ГЭС.
С 19.05.1943 года дивизия вступила (в ходе неудачной Красноборской операции) в бой в районе Красного Бора, где войска 55-й армии, взаимодействуя с войсками Волховского фронта, пытались окружить Мгинско-Синявинскую группировку противника и разгромить её. Дивизия смогла продвинуться на расстояние около 7 километров, после чего контрударом выбита, частично окружена и была вынуждена отойти на первоначальные рубежи.
В июле 1943 года в ходе опять же неудачной Мгинской операции вела тяжёлые наступательные бои под Синявино, несёт значительные потери, в августе 1943 года вновь отведена в резерв фронта и восстанавливалась вплоть до января 1944 года.
В январе — феврале 1944 года дивизия в составе 67-й армии участвовала в Ленинградско-Новгородской наступательной операции (14.01-01.03.1944). В бои вступила 19.01.1944 года после освобождения Красного Села с задачей взаимодействуя с 201-й и 120-й стрелковыми дивизиями овладеть Гатчиной. Дивизия наносила удар по противнику левее Гатчины, чтобы обойти город с фланга, войти в тыл и перерезать коммуникации противника оборонявшего Гатчину. 24.01.1944 года части дивизии перерезали дорогу на Лугу. После освобождения Гатчины (26.01.1944) дивизия продолжила наступление вдоль шоссейной дороги на Лугу, с 29.01.1944 года вела ожесточённые бои под Сиверской, лыжным батальоном вышла в тыл Сиверской группировки противника, перерезала железную дорогу на Лугу и захватила железнодорожный мост через Оредеж. После этого начали наступление основные силы дивизии, и Сиверская была освобождена. 12.02.1944 года к 10.00 дивизия с боями подошла к Луге и начала её штурм, ворвалась в город. За отличие личного состава при освобождении Луги дивизии присвоено почётное наименование «Лужская».
После завершения разгрома лужской группировки 18-й армии дивизия была переброшена на Нарвский плацдарм, переправилась на него и до июня 1944 года вела тяжелейшие бои на плацдарме под Нарвой, овладела узлом сопротивления противника — Апсара-Метсаваха. В июне 1944 года отведена во фронтовой резерв и затем переброшена под Резекне.
С августа 1944 действовала в составе 2-го Прибалтийского фронта. Участвовала в Мадонской наступательной операции (01-28.08.1944). Затем в рамках Прибалтийской операции дивизия принимала участие в Рижской наступательной операции (14.09-20.10.1944). В дальнейшем дивизия участвовала в блокировании Курляндской группировки вермахта (с 01.04.1945 — в составе Ленинградского фронта).

## Послевоенные годы
В 1945 году соединение дислоцировалось на Украине. В связи с демобилизацией Союза ССР дивизия расформирована к январю 1946 года. Боевое знамя дивизии находится в Санкт-Петербурге в фондах Военно-исторического музея артиллерии инженерных войск и войск связи.

## В составе
| Дата            | Фронт (округ)                                                 | Армия             | Корпус                             | Примечания                  |
| --------------- | ------------------------------------------------------------- | ----------------- | ---------------------------------- | --------------------------- |
| 05.1941 года    | Ленинградский военный округ                                   | 23-я армия        | 19-й стрелковый корпус             |                             |
| 22.06.1941 года | Ленинградский военный округ                                   | 23-я армия        | 50-й стрелковый корпус             | с 24.06.1941 Северный фронт |
| 01.07.1941 года | Северный фронт                                                | 23-я армия        | 50-й стрелковый корпус             | -                           |
| 10.07.1941 года | Северный фронт                                                | 23-я армия        | 50-й стрелковый корпус             | -                           |
| 01.08.1941 года | Северный фронт                                                | 23-я армия        | -                                  | -                           |
| 01.09.1941 года | Ленинградский фронт                                           | 23-я армия        | -                                  | -                           |
| 01.10.1941 года | Ленинградский фронт                                           | 23-я армия        | -                                  | -                           |
| 01.11.1941 года | Ленинградский фронт                                           | 23-я армия        | -                                  | -                           |
| 01.12.1941 года | Ленинградский фронт                                           | 23-я армия        | -                                  | -                           |
| 01.01.1942 года | Ленинградский фронт                                           | 23-я армия        | -                                  | -                           |
| 01.02.1942 года | Ленинградский фронт                                           | 23-я армия        | -                                  | -                           |
| 01.03.1942 года | Ленинградский фронт                                           | 23-я армия        | -                                  | -                           |
| 01.04.1942 года | Ленинградский фронт                                           | 23-я армия        | -                                  | -                           |
| 01.05.1942 года | Ленинградский фронт (Группа войск Ленинградского направления) | 23-я армия        | -                                  | -                           |
| 01.06.1942 года | Ленинградский фронт (Группа войск Ленинградского направления) | 23-я армия        | -                                  | -                           |
| 01.07.1942 года | Ленинградский фронт                                           | 23-я армия        | -                                  | -                           |
| 01.08.1942 года | Ленинградский фронт                                           | 23-я армия        | -                                  | -                           |
| 01.09.1942 года | Ленинградский фронт                                           | 23-я армия        | -                                  | -                           |
| 01.10.1942 года | Ленинградский фронт                                           | 23-я армия        | -                                  | -                           |
| 01.11.1942 года | Ленинградский фронт                                           | 23-я армия        | -                                  | -                           |
| 01.12.1942 года | Ленинградский фронт                                           | 23-я армия        | -                                  | -                           |
| 01.01.1943 года | Ленинградский фронт                                           | -                 | -                                  | -                           |
| 01.02.1943 года | Ленинградский фронт                                           | -                 | -                                  | -                           |
| 01.03.1943 года | Ленинградский фронт                                           | -                 | -                                  | -                           |
| 01.04.1943 года | Ленинградский фронт                                           | 42-я армия        | -                                  | -                           |
| 01.05.1943 года | Ленинградский фронт                                           | 67-я армия        | -                                  | -                           |
| 01.06.1943 года | Ленинградский фронт                                           | 67-я армия        | -                                  | -                           |
| 01.07.1943 года | Ленинградский фронт                                           | 67-я армия        | -                                  | -                           |
| 01.08.1943 года | Ленинградский фронт                                           | 67-я армия        | -                                  | -                           |
| 01.09.1943 года | Ленинградский фронт                                           | 2-я ударная армия | -                                  | -                           |
| 01.10.1943 года | Ленинградский фронт                                           | 2-я ударная армия | -                                  | -                           |
| 01.11.1943 года | Ленинградский фронт                                           | 42-я армия        | -                                  | -                           |
| 01.12.1943 года | Ленинградский фронт                                           | -                 | -                                  | -                           |
| 01.01.1944 года | Ленинградский фронт                                           | -                 | 117-й стрелковый корпус            | -                           |
| 01.02.1944 года | Ленинградский фронт                                           | 67-я армия        | 117-й стрелковый корпус            | -                           |
| 01.03.1944 года | Ленинградский фронт                                           | 59-я армия        | 117-й стрелковый корпус            | -                           |
| 01.04.1944 года | Ленинградский фронт                                           | 59-я армия        | 117-й стрелковый корпус            | -                           |
| 01.05.1944 года | Ленинградский фронт                                           | 8-я армия         | 117-й стрелковый корпус            | -                           |
| 01.06.1944 года | Ленинградский фронт                                           | 8-я армия         | 117-й стрелковый корпус            | -                           |
| 01.07.1944 года | Ленинградский фронт                                           | 8-я армия         | 117-й стрелковый корпус            | -                           |
| 01.08.1944 года | Ленинградский фронт                                           | -                 | -                                  | -                           |
| 01.09.1944 года | 2-й Прибалтийский фронт                                       | 42-я армия        | 124-й стрелковый корпус            | -                           |
| 01.10.1944 года | 2-й Прибалтийский фронт                                       | 42-я армия        | 124-й стрелковый корпус            | -                           |
| 01.11.1944 года | 2-й Прибалтийский фронт                                       | 42-я армия        | 124-й стрелковый корпус            | -                           |
| 01.12.1944 года | 2-й Прибалтийский фронт                                       | 42-я армия        | 124-й стрелковый корпус            | -                           |
| 01.01.1945 года | 2-й Прибалтийский фронт                                       | 42-я армия        | 14-й гвардейский стрелковый корпус | -                           |
| 01.02.1945 года | 2-й Прибалтийский фронт                                       | 42-я армия        | 123-й стрелковый корпус            | -                           |
| 01.03.1945 года | 2-й Прибалтийский фронт                                       | 1-я ударная армия | 112-й стрелковый корпус            | -                           |
| 01.04.1945 года | Ленинградский фронт (Курляндская группа войск)                | 1-я ударная армия | 112-й стрелковый корпус            | -                           |
| 01.05.1945 года | Ленинградский фронт (Курляндская группа войск)                | 67-я армия        | 112-й стрелковый корпус            | -                           |

## Состав
- управление (штаб)
- 245-й стрелковый Краснознамённый полк
- 255-й стрелковый полк
- 272-й стрелковый полк
- 495-й артиллерийский полк
- 323-й артиллерийский полк (до 13.09.1941)
- 495-й гаубичный артиллерийский полк (до 01.11.1941)
- 229-й отдельный истребительно-противотанковый дивизион
- 347-я зенитная батарея (213-й отдельный зенитный артиллерийский дивизион) — до 12.05.1943
- 103-я разведывательная рота
- 257-й сапёрный батальон
- 242-й отдельный батальон связи (884-я отдельная рота связи)
- 168-й медико-санитарный батальон
- 130-я отдельная рота химический защиты
- 142-я автотранспортная рота
- 329-я полевая хлебопекарня (85-й полевой автохлебозавод)
- 79-й дивизионный ветеринарный лазарет (с 01.11.1941)
- 407-я полевая почтовая станция
- 196-я полевая касса Госбанка

## Командование

### Командиры
- ??.11.1939 — ??.12.1939 Стеньшинский, Виктор Фёдорович, полковник
- ??.12.1939 — 25.02.1940 Алябушев, Филипп Фёдорович, полковник
- 25.02.1940 — 27.04.1940 Огурцов, Сергей Яковлевич, полковник
- 09.12.1940 — 22.10.1941 Цуканов, Евгений Ефимович, полковник
- 23.10.1941 — 22.12.1942 Паничкин, Яков Афанасьевич, полковник
- 23.12.1942 — 07.08.1944 Иванов, Александр Павлович, полковник (с 21.04.1943 — генерал-майор)
- 22.08.1944 — 29.03.1945 Шумский, Тихон Савельевич, полковник
- 01.04.1945 — 09.05.1945 Шуньков, Александр Варфоломеевич, полковник

### Начальники штаба
- ??.11.1939 — ??.10.1940 Сафонов, Борис Михайлович, майор, полковник.

## Награды дивизии
| Награда (наименование)          | Дата       | За что награждена |
| ------------------------------- | ---------- | --- |
| Орден Ленина                    | 13.02.1940 | награждена указом Президиума Верховного Совета СССР от 13 февраля 1940 года за образцовое выполнение боевых заданий командования на фронте борьбы с финской белогвардейщиной и проявленную доблесть и мужество. |
| почётное наименование «Лужская» | 20.02.1944 | присвоено приказом Верховного Главнокомандующего от 20 февраля 1944 года за отличие в боях за освобождение Луги.                                                                                                |

## Отличившиеся воины дивизии
- Бабаченко, Фёдор Захарович (1911—1943), начальник разведки дивизиона 323-го артиллерийского полка, младший лейтенант. 20.02.1940, находясь в разведке в районе высоты Безымянная, обнаружил 3 огневые точки противника и успешно атаковал их. Враг отступил. Высота была занята без потерь. 10 марта, будучи в разведке в районе станции Тали под Выборгом, обеспечил уничтожение 3 огневых точек противника. 11 марта доставил ценные разведданные в штаб полка. Звание Героя Советского Союза присвоено 11.04.1940.
- Виноградов, Андрей Степанович (1905—1947), командир отделения связи 245-го стрелкового полка, младший командир. Отличился, проявив мужество и героизм, 07.03.1940 в бою за станцию Тали на Карельском перешейке, в ходе которого под ожесточённым огнём противника поддерживал бесперебойную связь полка с батальонами. Звание Героя Советского Союза присвоено 21.03.1940.
- Волосевич, Пётр Семёнович (1908—1940), стрелок 255-го стрелкового полка, рядовой. В боях под г. Выборг 07.03.1940, увлекая бойцов в атаку, первым преодолел проволочные заграждения, отвесные скаты высоты и достиг вражеского дота. Погиб в этом бою. 11.04.1940 посмертно присвоено звание Героя Советского Союза. Награждён орденом Ленина.
- Егоров, Иван Егорович (1907—1943), командир орудия 229-го противотанкового дивизиона, отделённый командир. В районе Сяйние (ныне пос. Черкасово Выборгского района Ленинградской области) 11.02.1940 выкатил орудие для стрельбы прямой наводкой перед дотом и несколькими выстрелами уничтожил его. Звание Героя Советского Союза присвоено 21.03.1940.
- Жуков, Фёдор Петрович (1912—1940), рядовой 245-го стрелкового полка. 11.02.1940 в бою за высоту 65,5 первым в полку водрузил на ней красный флаг. В критический момент боя поднял бойцов в штыковую атаку. Погиб в этом бою. Звание Героя Советского Союза присвоено 21.03.1940 посмертно. Награждён орденом Ленина.
- Заика, Григорий Андреевич (1909—1960), командир роты 272-го стрелкового полка, старший лейтенант. Рота под его командованием во время прорыва блокады Ленинграда 7 дней не выходила из боя и отбила все контратаки танков и пехоты противника. 19.01.1943 вместе с бойцами проник в расположение врага, захватил укреплённый рубеж, уничтожил до роты солдат и офицеров. Звание Героя Советского Союза присвоено 10.02.1943.
- Коцюбинский, Тихон Антонович (1907—1973), командир роты 255-го стрелкового полка, лейтенант. Рота под его командованием овладела шоссе и подступами к высоте «Подошва», а затем, действуя вместе с танками, захватила 2 дота. По своей инициативе принял командование тремя ротами и обеспечил захват станции Тали. Звание Героя Советского Союза присвоено 21.03.1940.
- Кравченко, Иван Яковлевич (1905—1942), командир батальона 245-го стрелкового полка, капитан. Отличился при прорыве укрепрайона 11.02.1940. Батальон под его командованием прорвал укреплённую оборону противника на участке Муоланъярви — Кархула, захватил 5 дотов, 7 дзотов, 4 противотанковых орудия, 2 склада с вещевым имуществом и уничтожил много живой силы противника. Звание Героя Советского Союза присвоено 21.3.1940.
- Краснокутский, Хаим Меерович (1904—1982), командир батальона 255-го стрелкового полка, капитан. 06.03.1940 стремительным броском захватил командную высоту, уничтожив противника, засевшего в траншеях и дотах, решительно повёл батальон в атаку, захватив вражеские орудия, пулемёты и 2 автомашины. Звание Героя Советского Союза присвоено 21.03.1940.
- Кутейников, Михаил Петрович (1903—1986), начальник артиллерии 123-й стрелковой дивизии, полковник. Умело спланировал артиллерийский огонь при прорыве обороны противника южнее селения Сумма (25 км южнее г. Выборг Ленинградской области). 11.02.1940 в ходе атаки находился в боевых порядках пехоты, управлял огнём артиллерии дивизии, способствуя успеху наступления. Звание Героя Советского Союза присвоено 21.03.1940.
- Лысенко, Николай Емельянович (1910—1943), политрук роты 255-го стрелкового полка. В бою за тактически важную высоту северо-восточнее населённого пункта Сумма под огнём противника повёл в атаку бойцов не только своей роты, но и батальона. Проделав шанцевым инструментом проходы в проволочных заграждениях, бойцы сломили сопротивление противника и овладели высотой. В этом бою Лысенко проявил высокие организаторские качества, пламенным словом и личным примером вдохновлял подчинённых на подвиги. Звание Героя Советского Союза присвоено 21.03.1940. Награждён орденом Ленина.
- Маргулис, Давид Львович (1914—1993), командир батареи 28-го артиллерийского полка, старший лейтенант. 23.12.1939 вступил в бой с большим отрядом противника, в критические минуты боя поднимал бойцов в атаку. Во время тушения пожара, который угрожал ящикам со снарядами, был ранен, но остался в строю. Вражеский отряд был разгромлен. Звание Героя Советского Союза присвоено 15.01.40.
- Новиков, Михаил Васильевич (1918—1978), командир отделения 272-го стрелкового полка, младший командир. В феврале 1940 заменил в бою выбывшего из строя командира взвода и успешно отразил контратаку противника. 15.02.40 блокировал и уничтожил 3 дота врага. Звание Героя Советского Союза присвоено 21.03.1940.
- Плешков, Иван Иванович (1910—1942), командир огневого взвода батареи 245-го стрелкового полка, младший лейтенант. Отличился в боях при прорыве линии Маннергейма на Карельском перешейке. 18.12.1939 в районе хутора Антеролла орудия его взвода прямой наводкой уничтожили много огневых средств врага, способствовали быстрому захвату важного вражеского рубежа. 13.02.1940 вместе с бойцами взвода подавил огонь вражеского дота, уничтожил много вражеских солдат. Был дважды ранен, но продолжал руководить боем. Звание Героя Советского Союза присвоено 21.03.1940.
- Рослый, Иван Павлович (1902—1980), командир 245-го стрелкового полка, полковник. В начале марта 1940 его полк первым в дивизии прорвал сильно укреплённую полосу в обороне противника на выборгском направлении, захватил несколько железобетонных дотов и, развивая наступление, обеспечил успех дивизии. Звание Героя Советского Союза присвоено 21.03.1940.
- Самойлов, Иван Михайлович (1912—1940), командир роты 255-го стрелкового полка, лейтенант. В боях на выборгском направлении 11.02.1940 в районе Хотинен на Карельском перешейке в ответственный момент боя поднял роту на штурм вражеского дота, уничтожил его вместе с гарнизоном и водрузил на нём Красное знамя. В этом бою погиб. Звание Героя Советского Союза присвоено 21.03.1940 посмертно. Награждён орденом Ленина.
- Соломоников, Иван Михайлович (1918—1944), стрелок 255-го стрелкового полка, рядовой. Отличился в ночь на 22.12.1939. В составе взвода принимал участие в атаке, первым достиг вражеских окопов, забросал их гранатами, уничтожив несколько солдат противника. Оказал медицинскую помощь своему командиру взвода. Звание Героя Советского Союза присвоено 15.01.1940.
- Сорока, Артём Максимович (1902—1940), командир батальона 245-го стрелкового полка, капитан. В феврале 1940 при взятии важной высоты умело управлял батальоном, захватил железобетонный дот и разрушил 9 дзотов. Постоянно находился в боевых порядках рот. 12.02.1940 был ранен, но не покинул поля боя. Погиб в этом бою. Звание Героя Советского Союза присвоено 21.03.1940 посмертно. Награждён орденом Ленина.
- Хватов, Иван Александрович (1921—1941) Командир взвода 245-го стрелкового полка, лейтенант. Отличился в бою 11.02.1940 на выборгском направлении. В критический момент боя поднял взвод в атаку на укреплённую высоту противника, обеспечив дальнейшее продвижение полка. Звание Героя Советского Союза присвоено 21.03.1940. Награждён орденом Ленина.
- Яковлев, Сергей Хрисанфович (1912—1940), стрелок 255-го стрелкового полка, рядовой. Отличился в бою 11.02.1940 при прорыве в районе восточнее Хотинена главной полосы линии Маннергейма. Двигаясь впереди роты с красным флагом, увлекал за собой бойцов. Первым оказавшись на высоте, водрузил на ней флаг, чем способствовал общему успеху боевых действий. Звание Героя Советского Союза присвоено 21.03.1940. Награждён орденом Ленина. Погиб в бою 27.02.1940.